# K12 (hora)
K12 je hora v pohoří Karákóram na hranici mezi Pákistánen a Indií s vrcholem ve výšce 7 428 m n. m. Nachází se ve sporné hraniční oblasti mezi pákistánským územím Gilgit-Baltistán a indickým regionem Kašmír na jihozápadě ledovce Siačen.

## Prvovýstup
K12 zaznamenala malou lezeckou aktivitu, částečně kvůli nestabilní politické situaci a vojenské přítomnosti v oblasti. Jako první se pokusil o výstup v roce 1960 známý průzkumník Eric Shipton.
Po dalším neúspěšném pokusu japonskou expedicí v roce 1971 se prvovýstup zdařil další japonské expedici v roce 1974, kdy na vrcholu stanuli dva horolezci Shinichi Takagi a Tsutomu Ito. Oba však zemřeli při sestupu a jejich těla nebyla nalezena.
Další japonská expedice se vrátila v roce 1975 a uskutečnila druhý výstup na vrchol.
V roce 1984 se indická armáda zmocnila hory jako součást svých nároků vůči ledovci Siačen na nespravované části linie kontroly Pákistánu.
Nejsou zaznamenány žádné další pokusy o výstup.